# Słoweńska Partia Ludowa
Słoweńska Partia Ludowa (słoweń. Slovenska ljudska stranka, SLS) – słoweńska centroprawicowa, konserwatywna i chadecka partia polityczna.

## Historia
Partia powstała tuż przed przemianami politycznymi w 1988, zainicjowali ją uczestnicy konferencji rolnej zorganizowanej przez socjalistyczną organizację młodzieżową. Ugrupowanie pod nazwą Słoweński Związek Chłopski (Slovenska kmečka zveza) odwoływało się do tradycji utworzonej w 1892 Słoweńskiej Partii Ludowej. W 1992 przyjęto nazwę Słoweńska Partia Ludowa.
Po dobrym wyniku wyborczym w 1996 ludowcy weszli w skład koalicji rządowej Janeza Drnovška, a jeden z ich liderów, Janez Podobnik, stanął na czele Zgromadzenia Narodowego. W 2000 SLS połączyła się z opozycyjnymi Słoweńskimi Chrześcijańskimi Demokratami w jednolite ugrupowanie pod nazwą SLS+SKD. W tym samym roku po upadku dotychczasowego gabinetu partia współtworzyła rząd Andreja Bajuka. Wkrótce grupa czołowych chadeków (w tym urzędujący premier i Lojze Peterle) opuściła SLS, tworząc partię Nowa Słowenia. Po wyborach parlamentarnych w 2000, w których SLS uzyskała o połowę mniejsze poparcie niż cztery lata wcześniej, ludowcy znaleźli się w opozycji. W 2001 formacja powróciła do poprzedniej nazwy.
W 2004 partia stała się pełnoprawnym członkiem Europejskiej Partii Ludowej. SLS weszła do nowego rządu z Janezem Janšą na czele, który przetrwał pełną kadencję. W wyborach w 2008 Słoweńska Partia Ludowa ponownie odnotowała słabsze poparcie, zdołała jednak przekroczyć próg wyborczy. Również w 2011 partia dostała się do parlamentu. W 2012 przystąpiła do koalicji popierającej drugi rząd Janeza Janšy. W 2013 po rozpadzie koalicji i zmianie rządu znalazła się w opozycji. W przedterminowych wyborach w 2014 Słoweńska Partia Ludowa uzyskała 3,95% głosów (przy wynoszącym 4% progu wyborczym) i znalazła się poza parlamentem.

## Wyniki wyborcze
Wybory do Zgromadzenia Narodowego:
- 1990: 12,6% głosów, 11 mandatów
- 1992: 8,7% głosów, 10 mandatów
- 1996: 19,4% głosów, 19 mandatów
- 2000: 9,6% głosów, 9 mandatów
- 2004: 6,8% głosów, 7 mandatów
- 2008: 5,2% głosów, 5 mandatów
- 2011: 6,8% głosów, 6 mandatów
- 2014: 3,9% głosów i 0 mandatów
- 2018: 2,6% głosów i 0 mandatów
- 2022: 3,4% głosów i 0 mandatów (koalicja Povežimo Slovenijo)[3]

W wyborach do Parlamentu Europejskiego SLS w 2004, 2009 i 2024 nie zdobywała żadnych mandatów. W 2014 i 2019 wprowadzała jednego europosła w ramach wspólnej listy odpowiednio z Nową Słowenią i Słoweńską Partią Demokratyczną.

## Przewodniczący
- 1988–1992: Ivan Oman
- 1992–2000: Marjan Podobnik
- 2000–2001: Franc Zagožen
- 2001–2003: Franc But
- 2003–2007: Janez Podobnik
- 2007–2009: Bojan Šrot
- 2009–2013: Radovan Žerjav
- 2013–2014: Franc Bogovič
- 2014–2018: Marko Zidanšek
- 2018–2022: Marjan Podobnik
- 2022–2025: Marko Balažic[6][7]
- od 2025: Tina Bregant[7]